# Saint-Étienne-de-Crossey
Saint-Étienne-de-Crossey är en kommun i departementet Isère i regionen Auvergne-Rhône-Alpes i sydöstra Frankrike. Kommunen ligger i kantonen Voiron som tillhör arrondissementet Grenoble. År 2022 hade Saint-Étienne-de-Crossey 2 603 invånare.

## Befolkningsutveckling
Antalet invånare i kommunen Saint-Étienne-de-Crossey
Referens:INSEE